# British Independent Film Awards 2001
Die vierte Verleihung der British Independent Film Awards (BIFA) fand im Jahr 2001 im Park Lane Hotel (Picadilly) in London statt. In diesem Jahr wurden zum ersten Mal die Preise für die beste Filmmusik und die beste Technik in einem britischen Independent Film verliehen.

## Jury
- Adrian Lester, Schauspieler
- Christopher Fowler, Regisseur
- Pawel Pawlikowski, Regisseur und Autor
- Paul Trijbits
- Parminder Vir, Film- und Fernsehproduzent
- Stephen Woolley, Produzent
- Stephen Frears, Produzent und Regisseur

## Nominierungen und Preise
| Preis                                                   | Originalbezeichnung                                          | Nominierungen | Preisträger                   |
| ------------------------------------------------------- | ------------------------------------------------------------ | --- | ----------------------------- |
| Bester britischer Independentfilm                       | Best British Independent Film                                | - Bread and Roses - Jump Tomorrow – Spring morgen - Sexy Beast - South West 9 - The Warrior | Sexy Beast                    |
| Bester englischsprachiger ausländischer Independentfilm | Best Foreign Independent Film – English Language             | - Chopper - Dark Days - Hedwig and the Angry Inch - Memento | Memento                       |
| Bester fremdsprachiger ausländischer Independentfilm    | Best Foreign Independent Film – Foreign Language             | - Amores Perros - In the Mood for Love - Le Gout Des Autres - Songs From The Second Floor | In the Mood for Love          |
| Bester Schauspieler                                     | Best Performance by an Actor in a British Independent Film   | - Ian Hart in Liam - Timothy Spall in Lucky Break – Rein oder raus - Ben Kingsley in Sexy Beast - Ray Winstone in Sexy Beast                                                                                          | Ben Kingsley                  |
| Beste Schauspielerin                                    | Best Performance by an Actress in a British Independent Film | - Susan Lynch in Beautiful Creatures - Kate Winslet in Enigma – Das Geheimnis - Kate Ashfield in Late Night Shopping - Samantha Morton in Pandæmonium                                                                 | Kate Ashfield                 |
| Beste Regie                                             | Best Director of a British Independent Film                  | - Ken Loach für Bread and Roses - Michael Apted für Enigma – Das Geheimnis - Jonathan Glazer für Sexy Beast - Michael Winterbottom für Das Reich und die Herrlichkeit                                                 | Jonathan Glazer               |
| Douglas Hickox Award                                    | The Douglas Hickox Award                                     | - Joel Hopkins für Jump Tomorrow – Spring morgen - Saul Metzstein für Late Night Shopping - Richard Parry für South West 9 - Asif Kapadia für The Warrior                                                             | Asif Kapadia                  |
| Bester Newcomer                                         | Most Promising Newcomer                                      | - Natalia Verbeke in Jump Tomorrow – Spring morgen - Ben Whishaw in Mein Bruder Tom - Ingrid de Souza in Princesa - Mark Letheren in South West 9                                                                     | Ben Whishaw                   |
| Bestes Drehbuch                                         | Best Screenplay                                              | - Paul Laverty für Bread and Roses - Joel Hopkins für Jump Tomorrow – Spring morgen - Louis Mellis für Sexy Beast - David Scinto für Sexy Beast - Frank Cottrell Boyce für Das Reich und die Herrlichkeit (The Claim) | Louis Mellis und David Scinto |
| Beste Produktion                                        | Best Achievement In Production                               | - Gas Attack - Kin - Late Night Shopping - South West 9 | Gas Attack                    |
| Beste Technik                                           | Best Technical Achievement                                   | - Jonathan Rudd für Alone - John Beard für Enigma – Das Geheimnis - Jany Temime für Verbrechen verführt - Roman Osin für The Warrior                                                                                  | Roman Osin                    |
| Beste Musik                                             | Best Music                                                   | - Christie Malrys blutige Buchführung (Christie Malry’s Own Double-Entry) - Jump Tomorrow – Spring morgen - Dave Pearce for South West 9 - The Warrior                                                                | Dave Pearce                   |

Weitere Preise
- Produzent des Jahres: Jeremy Thomas
- Auszeichnung für das Lebenswerk: Chris Menges
- Spezialpreis der Jury: Harvey Weinstein und Bob Weinstein
- The Variety Award: Richard Curtis